# Спенсер (Теннессі)
Спенсер (англ. Spencer) — місто (англ. town) в США, в окрузі Ван-Б'юрен штату Теннессі. Населення — 1462 особи (2020).

## Географія
Спенсер розташований за координатами 35°44′21″ пн. ш. 85°27′21″ зх. д. / 35.73917° пн. ш. 85.45583° зх. д. (35.739219, -85.455712).  За даними Бюро перепису населення США в 2010 році місто мало площу 17,80 км², уся площа — суходіл.

## Демографія
Згідно з переписом 2010 року, у місті мешкала 1601 особа в 632 домогосподарствах у складі 419 родин. Густота населення становила 90 осіб/км².  Було 703 помешкання (39/км²).
Расовий склад населення:
| - 97,2 % — білих - 1,0 % — чорних або афроамериканців - 0,2 % — корінних американців - 0,2 % — азіатів |

До двох чи більше рас належало 1,4 %. Частка іспаномовних становила 0,6 % від усіх жителів.
За віковим діапазоном населення розподілялося таким чином: 20,8 % — особи молодші 18 років, 61,1 % — особи у віці 18—64 років, 18,1 % — особи у віці 65 років та старші. Медіана віку мешканця становила 43,4 року. На 100 осіб жіночої статі у місті припадало 95,5 чоловіків;  на 100 жінок у віці від 18 років та старших — 89,8 чоловіків також старших 18 років.
Середній дохід на одне домашнє господарство  становив 47 282 долари США (медіана — 30 688), а середній дохід на одну сім'ю — 46 436 доларів (медіана — 41 667). Медіана доходів становила 32 014 долари для чоловіків та 31 121 долар для жінок. За межею бідності перебувало 22,5 % осіб, у тому числі 36,2 % дітей у віці до 18 років та 18,9 % осіб у віці 65 років та старших.
Цивільне працевлаштоване населення становило 639 осіб. Основні галузі зайнятості: освіта, охорона здоров'я та соціальна допомога — 33,6 %, виробництво — 17,7 %, публічна адміністрація — 10,0 %, фінанси, страхування та нерухомість — 6,7 %.